# Gynoplistia incisa
Gynoplistia incisa är en tvåvingeart som beskrevs av Edwards 1923. Gynoplistia incisa ingår i släktet Gynoplistia och familjen småharkrankar. Inga underarter finns listade i Catalogue of Life.